# Cuartel General de Operaciones Combinadas
El Cuartel General de Operaciones Combinadas fue un departamento de la Oficina de Guerra Británica creado durante la Segunda Guerra Mundial para hostigar a los alemanes en Europa mediante incursiones realizadas por fuerzas navales y terrestres conjuntamente. Su primer director fue el Almirante de la Flota Roger Keyes, desde el 17 de julio de 1940 hasta el 27 de octubre de 1941, siendo sus sucesores Lord Louis Mountbatten y luego el General de División Robert Laycock (octubre 1943-1947). Las fuerzas principales utilizadas en las operaciones combinadas fueron los comandos. 

Insignia de Operaciones Combinadas

El trabajo de dicho departamento consistía en planificar operaciones y desarrollar ideas y equipamientos para hostigar a los alemanes de cualquier manera posible. También trabajó en el desarrollo de lanchas de desembarco y de buques de desembarco que se utilizarían en posteriores operaciones anfibias.
La insignia de las unidades de las Operaciones Combinadas era un águila sobre una ametralladora y sobre un ancla, reflejando así las tres ramas del servicio; la Real Fuerza Aérea británica , el Ejército británico y la Marina Real británica. 

## Operaciones
Entre los proyectos realizados por las unidades de Operaciones Combinadas estuvo el estudio del terreno de los lugares de desembarco de las invasiones, como las de Sicilia y Normandía. Estos fueron realizados por las Combined Operations Pilotage Parties, formada por miembros de la Marina Real, Marines Reales, Ingenieros Reales y el Servicio de Botes Especial.
- Operación Frankton (el "infierno de los héroes") - el ataque en canoa al Estuario de Gironda, en Francia.
- Puerto Mulberry - puertos portátiles para el Día D.
- Proyecto Habacuc - el desarrollo y la construcción de gigantes barcos de hielo.
- Operación Gambito - el uso de submarinos de la clase X para proporcionar ayuda a la navegación en las playas de Sword y Juno.
- Operación Tigre - entrenamiento del día D con resultados trágicos.
- Operación Biting - captura de un radar alemán en Bruneval.
- Operación Starkey - una falsa preparación de invasión de Europa en 1943.
- Operación Pluto - construcción de un oleoducto bajo el Canal de la Mancha.

## Unidades
Small Scale Raiding Force, también conocida como "Comando no. 62"

## Cine
La película Misión suicida, de 1968, sobre una incursión inglesa sobre una instalación naval alemana considerada como inexpugnable. 